# Stars (singel Roxette)
Stars – singel szwedzkiego duetu Roxette. Został wydany w lipcu 1999 r. jako trzeci promujący album Have a Nice Day. Pierwotnie piosenka miała rockowe brzmienie jednak zmieniono je podczas nagrań w studiu. Wersja rockowa została umieszczona na albumie Travelling z 2012 roku.

## Lista utworów
- Stars (Almighty single version)
- Better Off On Her Own
- I Was So Lucky|I Was So Lucky (T&A demo June 4, '98)
- 7Twenty7 (T&A demo November 20, '97)
- Stars (album version)
- Stars (video)